# Кунфуд, Аббас Халаф

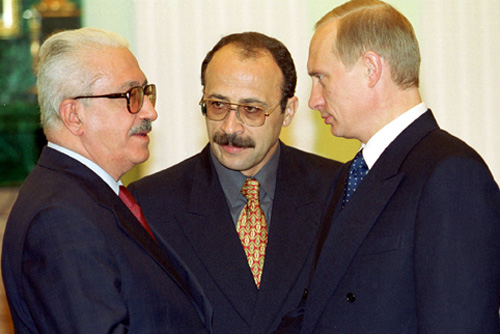
Тарик Азиз, переводчик Аббас Халаф (в центре) и Владимир Путин. Москва, 26 июля 2000 года.

Аббас Халаф Кунфуд (1955—2013) — бывший посол Ирака в России. Некоторое время работал личным переводчиком Саддама Хусейна. С 2003 года иммигрировал в Россию и занимался предпринимательством, являлся директором ООО «Аббас Инвест групп». В рамках научной деятельности изучал ближневосточные конфликты, являясь специалистом по Ближнему Востоку.

## Биография
Аббас Халаф Кунфуд родился в Багдаде в 1955 году. В 1977 году окончил русское отделение Багдадского университета по специальности «русская литература». В 1980 году переехал в СССР, окончил аспирантуру факультета журналистики МГУ
После учёбы в России вернулся в Ирак, где два года отслужил в армии получил звание капитана запаса.
В 1986 году начал работать на дипломатической службе. С 1987 года возглавлял отдел СССР в МИД Ирака. Являлся советником министра иностранных дел.
В 2000 году работал начальником политического отдела МИД.
С 1986 года по 1 июля 2002 года, на протяжении 16 лет, работал личным переводчиком Саддама Хусейна.
С 2002 по 2003 год занимал должность Чрезвычайного и Полномочного Посла Ирака в Российской Федерации.
В последние годы жизни жил в России и занимался предпринимательской и научной деятельностью. В рамках научной деятельности работал в Академии геополитических проблем, изучал ближневосточные конфликты. Являлся директором ООО «Аббас Инвест групп», занимался инвестициями в перспективные рынки
Скончался в сентябре 2013.